# Angelic Layer
Pour les articles homonymes, voir Layer.
Angelic Layer (エンジェリックレイヤー, enjerikku reiyā) est un manga de CLAMP publié en français chez Pika Édition en cinq volumes.
L’œuvre est adaptée en une série télévisée animée de 26 épisodes par le Studio Bones et diffusé sous le titre Kidou tenshi Angelic Layer. En France, la série est disponible chez Kazé.

## Résumé de l'histoire
Misaki Suzuhara est une collégienne qui vient vivre à Tokyo chez sa tante. À peine descendue du train, elle assiste à un combat entre des anges, poupées robotiques conçues et commandées par la pensée pour entrer dans des combats publics.
Séduite par ce jeu, et aidée par le mystérieux savant Icchan, elle investit dans les accessoires nécessaires à ce jeu, et rentre dans le monde d'Angelic Layer.

## Personnages

### Deus
- Misaki “Misakichi” Suzuhara - ange : Hikaru (en VOSTF, Lumina en VF)- Misaki est une personne joyeuse et enjouée qui se fait facilement de nouveaux amis. Directe et honnête, Misaki a cependant un complexe d’infériorité du fait de sa petite taille. Elle pallie son manque de sportivité par son excellent sens de l’observation et son goût prononcé pour la stratégie. Misaki rentre en classe de 5e avec ses amis Tamayo et Kotaro. Son passe-temps favori : faire la cuisine. Elle va à Tokyo en espérant voir sa mère Shuko.

- Hatoko Kobayashi - ange : Suzuka (surnommée Vif-Argent) - Malgré son jeune âge, Hatoko est déjà la championne du Kanto. Extrêmement efficace, elle ne laisse que peu de chance à ses adversaires, les battant en des temps record. Elle est très mûre et c’est elle qui aidera Misaki à vaincre sa nervosité en lui conseillant de croire en elle et en son Ange.

- Ōjirō Mihara - ange : Wizard (l'Enchanteur ou Sorcier en VF) - Ohjiro est un expert du jeu qui s’est placé deux fois second du grand tournoi. Il est très populaire auprès de la gent féminine, et bien qu’il se comporte parfois étrangement, son charme naturel l’emporte sur tout le reste chez ceux qui l’entoure, quelquefois il se comporte exactement comme son frère. Il semble beaucoup s'intéresser à Misaki ce qui déplait à Kotaro. Lorsqu'il était enfant, il est tombé amoureux de Shuko Suzuhara (la mère de Misaki). Surnommé le "petit prince d'Angelic Layer".

- Shūko Suzuhara - ange : Athena - C'est la mère de Misaki et la grande championne de Angelic Layer. Extrêmement timide, elle s'évanouit à chaque fois qu'elle se trouve en présence de quelqu'un qu'elle aime. Dans l'anime, c'est une femme très indécise qui est handicapée.

- Sai Jōnouchi - ange : Shirahime (Princesse en VF) - Sai est une femme sombre, appelée la "Reine de glace" par ses fans, à juste titre. Elle se confie peu, parle peu, mais est en réalité très gentille. Au combat, elle maîtrise parfaitement les techniques de défense, ce qui la rend quasi-invulnérable.

- Kaede Saitō - ange : Buranshe (Blanche en VF) - Kaede est une grande amie de Sai. Charismatique, elle se fait passer pour plus faible qu'elle ne l'est vraiment, ce qui déstabilise grandement ses adversaires au combat.

- Ringo Seto - ange : Ranga (Langa dans l'adaptation manga VF) - Ringo est une chanteuse, joyeuse, souriante, qui n'oublie jamais la règle fondamentale de l'Angelic Layer : bien s'amuser ! Elle est aussi très populaire, et passe beaucoup à la télévision. Son ange combat en dansant.

- Madoka Fujisaki - ange : Mao - Madoka est la plus vieille des sœurs Fujisaki. Elle croyait qu'on ne peut gagner qu'en trichant, mais sa rencontre avec Misaki a bouleversé sa vision du monde de l'Angelic Layer. Elle maîtrise les techniques de kung-fu.

- Alice Fujisaki - ange : Alice - Alice est prodigieuse, en tant que créatrice d'anges : elle a créé celui de sa sœur, entre autres, et parvient à optimiser les capacités des anges d'une façon presque anormale. Elle déteste Misaki, et jure de venger l'affront qu'elle a fait à Madoka.

### Autres
- Ichiro “Icchan” Mihara - Agissant les trois quart du temps comme un scientifique fou et pervers, il est celui qui enseignera à Misaki tout ce qu’elle doit savoir sur l’Angelic Layer. Il va la manager et faire tout son possible pour qu’elle ait tout ce qu’il faut pour remporter la victoire, même si cela signifie torturer son pauvre assistant Ogata. En réalité, il est aussi l’un des créateurs du jeu Angelic Layer. Il est amoureux de Shuko, il lui a fait une déclaration mais elle lui a seulement répondu : "Merci...".

- Kōtarō Kobayashi - Rencontrant Misaki sur le chemin de l’école, Kotaro devient rapidement ami avec elle. Cela fait aussi 8 ans qu’il connaît Tamayo et qu’il lui sert de “partenaire” d’entraînement. Il dut même apprendre le karaté pour survivre aux attaques de son amie ! Bien que ne participant pas à l’Angelic Layer, il a néanmoins des connaissances en la matière car il emmène souvent sa sœur aux compétitions. Il a un petit faible pour Misaki mais à la fin de l'anime, il semble sortir avec Tamayo. Dans le manga, il sort avec Misaki à la fin.

- Tamayo Kizaki - Camarade de classe et amie de Misaki, c’est une jeune fille au tempérament enthousiaste et explosif. Elle supporte Misaki autant que possible. Elle a étudié diverses formes d’arts martiaux et utilise Kotaro pour expérimenter ses techniques. C’est d’ailleurs un de ses mouvements que Misaki a utilisé pour remporter son premier match. Tamayo aime aussi plaisanter sur la relation entre Misaki et Kotaro. Elle tombera d'ailleurs amoureuse de ce dernier dans l'anime. Dans le manga, elle sort à la fin avec Ojiro.

- Masaharu Ogata - Assistant et souffre-douleur de Ichiro “Icchan” Mihara

- Shōko Asami - Tante de Misaki, star de la télévision, elle est un peu fainéante mais incroyablement gentille. Elle héberge Misaki pendant que cette dernière étudie à Tokyo.

## Anime

### Fiche technique
- Année : 2001
- Producteurs exécutifs : Fukashi Azuma, Takeshi Yasuda et Tetsuya Watanabe
- Réalisation : Hiroshi Nishikiori
- Character design : Takahiro Komori
- Mecha design : Junya Ishigaki
- Directeur de l'animation : Takahiro Komori
- Musique : Kouhei Tanaka
- Animation : Studio Bones
- Auteur original : CLAMP
- Licencié en France par : Kazé
- Nombre d'épisodes : 26

### Doublage
|                         | Japonais         | Français            |
| ----------------------- | ---------------- | ------------------- |
| Misaki Suzuhara         | Atsuko Enomoto   | Isabelle Volpe      |
| Ichirou "Icchan" Mihara | Masaya Onosaka   | Constantin Pappas   |
| Masaharu Ogata          | Tomokazu Seki    | Frédéric Souterelle |
| Shuji Inada             | Yoshiyuki Kouno  | Gwen Lebret         |
| Arisu Fujisaki          | Chiemi Chiba     | Gwenäelle Julien    |
| Tomoko Yamada           | Mayumi Asano     | Julie André         |
| Hatoko Kobayashi        | Yuri Shiratori   | Nathalie Bienaimé   |
| Kôtarô Kobayashi        | Jun Fukuyama     | Nicolas Beaucaire   |
| Shouko Asami            | Kotono Mitsuishi |                     |

Auteurs : Frédéric Roques, Eric Lajoie, Claire Impens

### Musique
Les musiques de fonds de l'anime ont été composées par Kōhei Tanaka, également compositeur de One Piece et Sakura Wars.

#### Générique de début
- "Be My Angel"

Auteur : Goro Matsui
Compositeur : Takahiro Ando, Goro Matsui
Arrangement : Takahiro Ando
Chant : Atsuko Enomoto

#### Générique de fin
- "☆the starry sky☆"

Auteur : HALNA
Compositeur : Atsushi Sato
Arrangement: HAL
Chant : HAL
- "After the rain" (雨あがり, Ame Agari?)

Auteur : Chisa Tanabe
Compositeur : Kazuhiro Hara
Arrangement: Takao Kōnishi
Chant : Moeko Matsushita

## Clin d'œil
Il existe plusieurs références à Magic knight Rayearth, des mêmes auteurs :
- l'ange de Misaki s'appelle Lumina. Elle a été façonnée par sa « maîtresse » avec amour et de façon qu'elle lui ressemble : petite, menue mais rapide. Le nom japonais de Lumina est « Hikaru », du nom de Hikaru Shidō dont la silhouette apparaît lorsque Misaki choisit le nom.
- Dans une scène où Misaki passe l'aspirateur, elle chantonne 'hikaru to kage...', générique japonais du dessin animé de Magic knight Rayearth.
- "Icchan" Miehara apparaît aussi dans le manga Chobits des mêmes auteurs. De même que l'on apprend que la sœur d'un des personnages de Chobits n'est d'autre que Kaede Saitō. (Dans le volume 7 de Chobits, on aperçoit aussi des personnages de la série Angelic Layer)
- De plus, comme dans Card Captor Sakura, Tsubasa Reservoir Chronicle ou encore Kobato, la société qui fournit les œufs des Angelic Layer n'est autre que Piffle Princess. Dans les séries de Clamp, le logo apparaît souvent sur des sacs ou dans des magasins.
- Le design de certains anges est inspiré des autres personnages de CLAMP
- Suzuka / Chun'yan (Shin Shunkaden)
- Shirahime / Shirahime (Shirahime Syo)
- Ranga / Tatra et Tetra(Magic Knight Rayearth)
- Alice / Miyuki (Miyuki-chan in Wonderland)

## Fin différente
Le manga et l'anime ne proposent pas la même fin.